# Dissolution parlementaire (France)
Vous lisez un « article de qualité » labellisé en 2011.
Pour les autres articles nationaux ou selon les autres juridictions, voir Dissolution parlementaire.

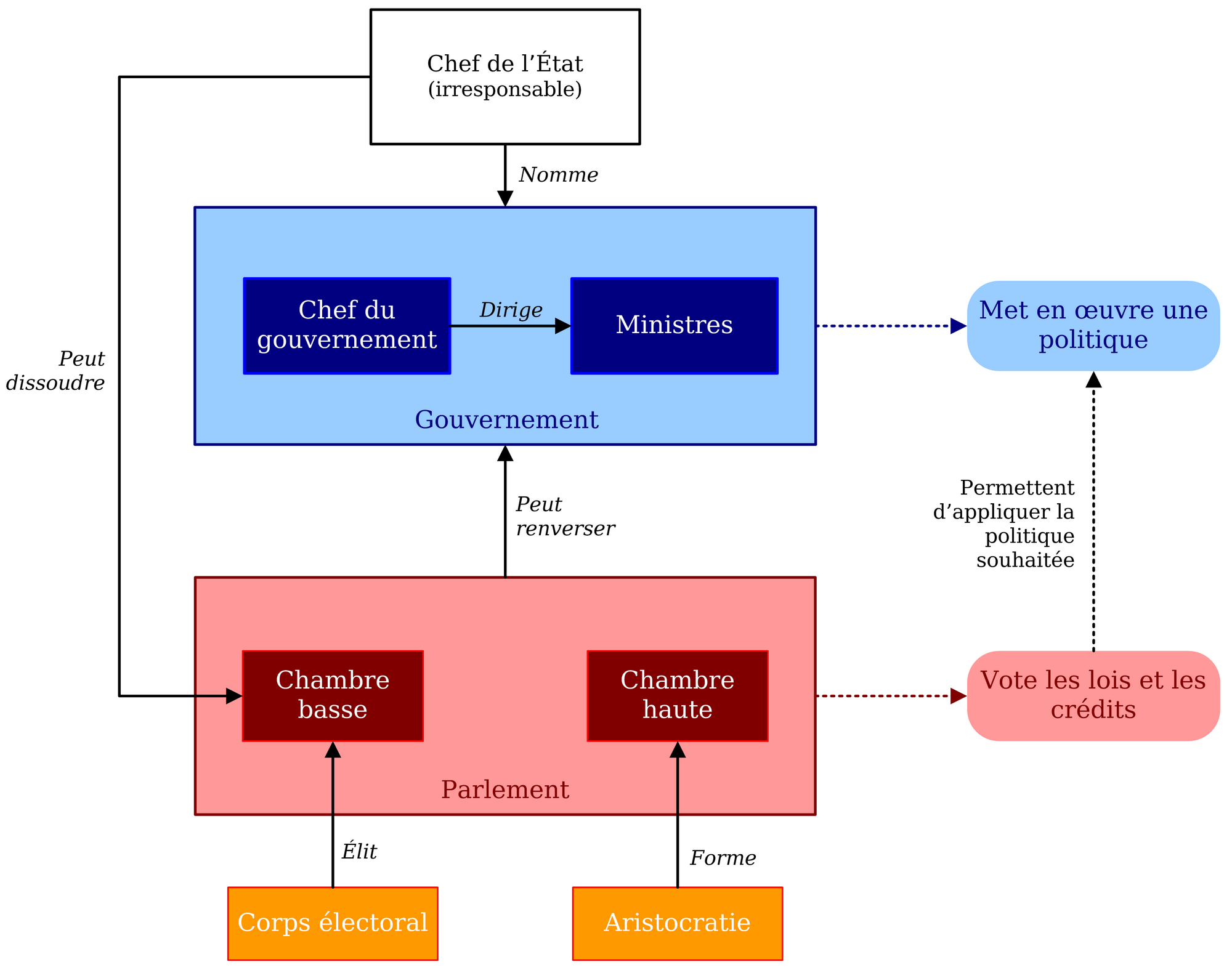
La théorie du régime parlementaire.

En France, le droit de procéder à une dissolution parlementaire, qui consiste à mettre prématurément fin au mandat d'une chambre du parlement, est attribué au chef de l'État ou, plus exceptionnellement, au Gouvernement voire à l'une des chambres, et ce dans différents régimes depuis 1802 : Premier Empire, Restauration, monarchie de Juillet, Troisième, Quatrième et Cinquième République.
Elle est d'abord introduite, au profit du Sénat conservateur, dans la constitution de l'an X (1802). Toutefois, la dissolution, au sens véritablement parlementaire, est née en France à la Restauration, dans la charte de 1814 (article 50). L'usage de la dissolution a d'abord été assez conforme à la théorie parlementaire, avant de devenir, avec Charles X, une prérogative autoritaire. Sous la monarchie de Juillet, l'article 42 de la charte de 1830 prévoit à nouveau la dissolution, mais, cette fois-ci, un véritable système de responsabilité ministérielle se met en place. Les deux procédés s'équilibrent — motion de censure contre dissolution, — de telle sorte que la France connaît son premier régime parlementaire authentique, où le Gouvernement devient réellement le point de contact entre ces deux organes fondamentaux que sont le monarque et la chambre élue.
Hors de la tradition parlementaire, le Second Empire, régime autoritaire, reconnaît à l'empereur le droit de dissoudre le Corps législatif.
Les lois constitutionnelles de 1875 reprennent le mécanisme orléaniste de la dissolution, en l'adaptant. Toutefois, la crise du 16 mai 1877 rend le procédé odieux aux républicains, et la dissolution ne sera plus utilisée durant le reste de la Troisième République, permettant ainsi à l'instabilité de la Chambre des députés de se développer sans sanction, ce qui entraîne une instabilité ministérielle s’aggravant de décennie en décennie.
Les constituants en 1946, édifiés par l'histoire récente de la France, maintiennent le droit de dissolution, mais en font une « dissolution automatique » face à l'instabilité de la chambre, et non une prérogative discrétionnaire du pouvoir exécutif. La pratique constitutionnelle de la Quatrième République a montré les limites de l'encadrement trop poussé du droit de dissolution : alors que les gouvernements tombaient sans répit, une seule dissolution eut lieu, en 1955. La constitution de 1958 a donc mis fin à l'encadrement de la dissolution : désormais, elle est une prérogative discrétionnaire du président de la République définie par son article 12.
Toutefois, la stabilité des majorités parlementaires acquise depuis les élections législatives de 1962 a fait disparaître la menace de la motion de censure sur les gouvernements. La dissolution, sous la Cinquième République, présente donc un visage différent de ce que la théorie du régime parlementaire enseigne : elle a été utilisée une seule fois pour résoudre un conflit entre le pouvoir exécutif et le pouvoir législatif (en 1962), tandis que les autres dissolutions réalisées obéissent à des logiques différentes.

## Naissance de la dissolution d'une chambre élue en droit français: le Consulat
« Le Sénat, par des actes intitulés sénatus-consultes, […] dissout le Corps législatif et le Tribunat »

— Extrait de l'article 55 du sénatus-consulte organique de la Constitution du 16 thermidor an X (4 août 1802).
Le « sénatus-consulte organique de l'an X », qui a instauré le Consulat à vie, ou « Consulat viager », est également le premier texte constitutionnel à mentionner la possibilité de mettre fin au mandat d'une des chambres législatives.
La procédure retenue est tout à fait exceptionnelle, et elle témoigne de ce que Napoléon Bonaparte n'envisageait pas le régime naissant comme un régime parlementaire, mais bien plutôt comme un régime autoritaire. En effet, la dissolution du Tribunat ou du Corps législatif, deux des chambres d'un parlement tricaméral, est effectuée par un acte pris par le Sénat conservateur (un « sénatus-consulte »), mais dont l'initiative est réservée au gouvernement, c'est-à-dire au premier consul (article 56 du sénatus-consulte). Il s'agit ici d'un mécanisme étrange, visant à assurer la soumission de chambres aux pouvoirs déjà restreints, et il est, à cet égard, notable de voir qu'aucun délai n'était prévu pour la convocation de la chambre renouvelée.

## Sous la Restauration
« Le Roi convoque chaque année les deux Chambres ; il les proroge, et peut dissoudre celle des députés des départements ; mais, dans ce cas, il doit en convoquer une nouvelle dans le délai de trois mois. »

— Article 50 de la charte constitutionnelle du 4 juin 1814.

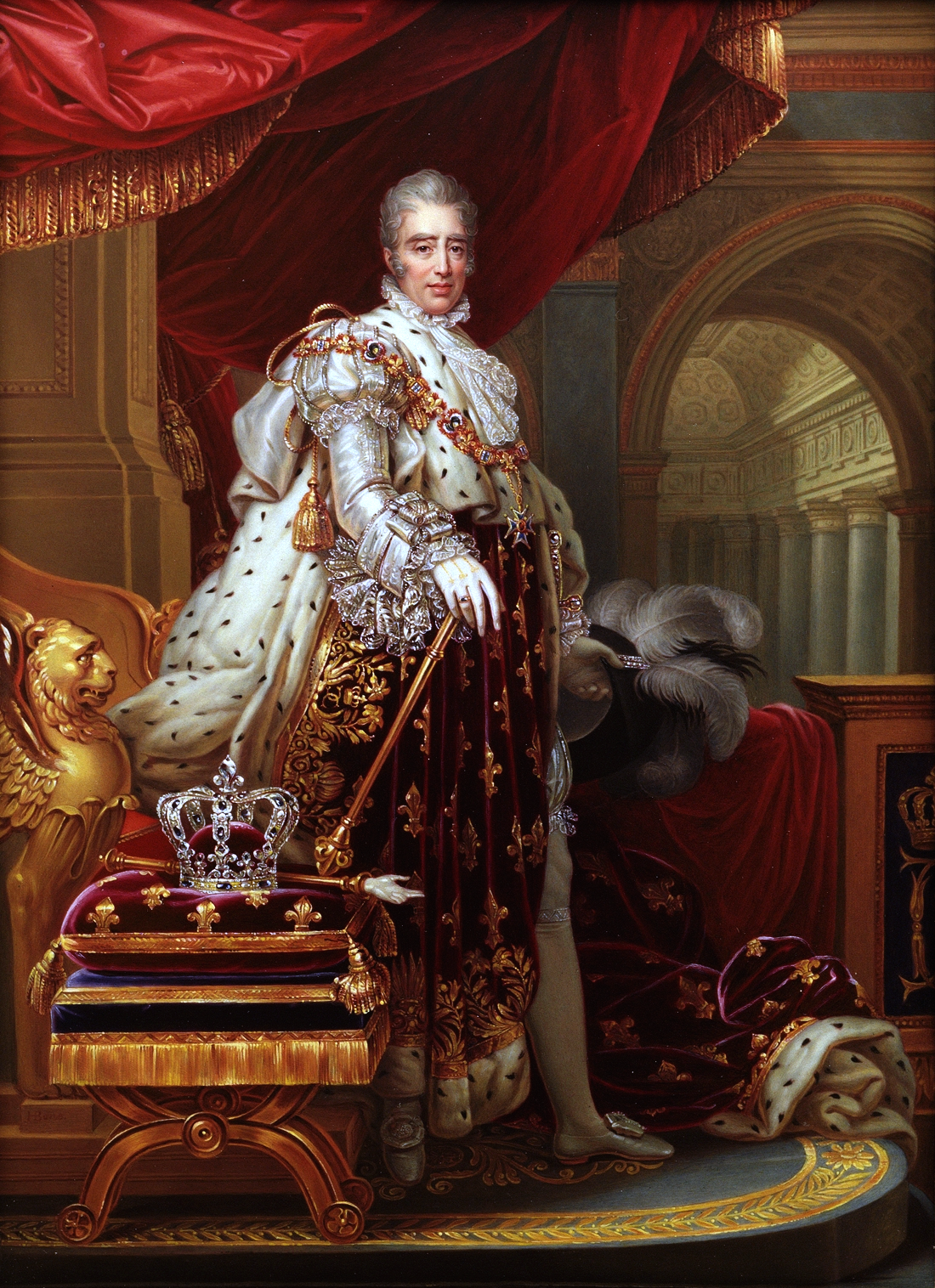
Le roi Charles, dont l'intransigeance a mis fin à la Restauration.

Dès le projet de constitution proposé par le Sénat conservateur en avril 1814, le droit, pour le monarque, de dissoudre la chambre basse du parlement apparaît. La charte constitutionnelle de 1814 confirme cette prérogative, largement admise par la pensée constitutionnelle de l'époque,.
Il s'agissait, au départ, pour les rédacteurs du texte, de garantir la prééminence du roi de France, et d'empêcher la Chambre des députés d'empiéter sur ses prérogatives. Toutefois, il est rapidement devenu évident que la prééminence royale ne pouvait reposer que sur le soutien de la chambre basse à la politique menée par le gouvernement — soutien rendu difficile par l'inorganisation en partis politiques, — et donc sur un mécanisme réellement parlementaire de confiance du parlement dans le ministère. Dans ces conditions, le recours à la dissolution pour mettre fin à un conflit entre le pouvoir exécutif et le pouvoir législatif revenait à faire du corps électoral (restreint à cause du suffrage censitaire) « l'arbitre en dernier ressort des institutions ».

### Une utilisation parlementaire du droit de dissolution jusqu'en 1830
Les trois dissolutions (en 1816, 1824 et 1827) qui eurent lieu avant l'année 1830 sont toutes conformes à la théorie du régime parlementaire.
La première dissolution, le 5 septembre 1816, correspond au cas où la majorité parlementaire est en conflit avec le gouvernement. En effet, la Chambre des députés élue en août 1815, la « Chambre introuvable », dont la majorité est ultra-royaliste, souhaite dominer le ministère Richelieu. Afin de sauvegarder ses prérogatives gouvernementales contre l'emprise de la majorité parlementaire, Louis XVIII, poussé par Decazes, ministre de la Police, dissout la chambre basse, demandant au corps électoral d'arbitrer le conflit. Les élections sont d'ailleurs un large succès pour le roi et le gouvernement.
Les deux autres dissolutions, en 1824 et 1827, correspondent à une deuxième hypothèse, où le roi prévient, par la dissolution, un conflit possible entre le gouvernement et la chambre basse. À chaque fois, Charles X souhaite protéger le ministère Villèle, dont la majorité, qui existe toujours, est affaiblie à cause de circonstances politiques. Les élections de 1824 soutiennent le gouvernement Villèle, mais celles de 1827 amènent une majorité modérée. Le roi en tire la seule conséquence logique sur le plan politique, en nommant un modéré à la tête d'un nouveau ministère : c'est le gouvernement Martignac.

### La dérive autoritaire: la dernière dissolution de 1830
En août 1829, renvoyant le ministère Martignac, modéré, Charles X nomme un ultra-royaliste, Jules de Polignac à la tête d'un nouveau gouvernement. Afin de résoudre le conflit entre la Chambre des députés, modérée, et le gouvernement ultra-royaliste, le roi fait appel, le 16 mai 1830, au corps électoral, conformément à la tradition parlementaire.
La logique parlementaire est en revanche battue en brèche lorsque Charles X refuse d'accepter le verdict des élections législatives, favorables aux modérés. Face au « pays légal », qui ne partage pas ses opinions politiques, il utilise l'article 14 de la charte de 1814 comme fondement juridique à une nouvelle dissolution, le 25 juillet 1830, avant même la réunion de la nouvelle chambre : une des quatre « ordonnances de Saint-Cloud » est justement celle qui dissout la Chambre des députés. Cette dissolution, ordonnée, n'eut jamais lieu en raison de la révolution des Trois Glorieuses.
En refusant le verdict des urnes en 1830, Charles X impose une vision autoritaire du système né en 1814, où la dissolution perd son caractère parlementaire, pour n'être plus qu'un outil de domination sur la chambre basse. Un véritable blocage constitutionnel naît ici, qui sera tranché, in fine, par la révolution des Trois Glorieuses.

## Sous la monarchie de Juillet
« Le Roi convoque chaque année les deux Chambres : il les proroge et peut dissoudre celle des Députés ; mais, dans ce cas, il doit en convoquer une nouvelle dans le délai de trois mois. »

— Article 42 de la charte constitutionnelle du 14 août 1830.

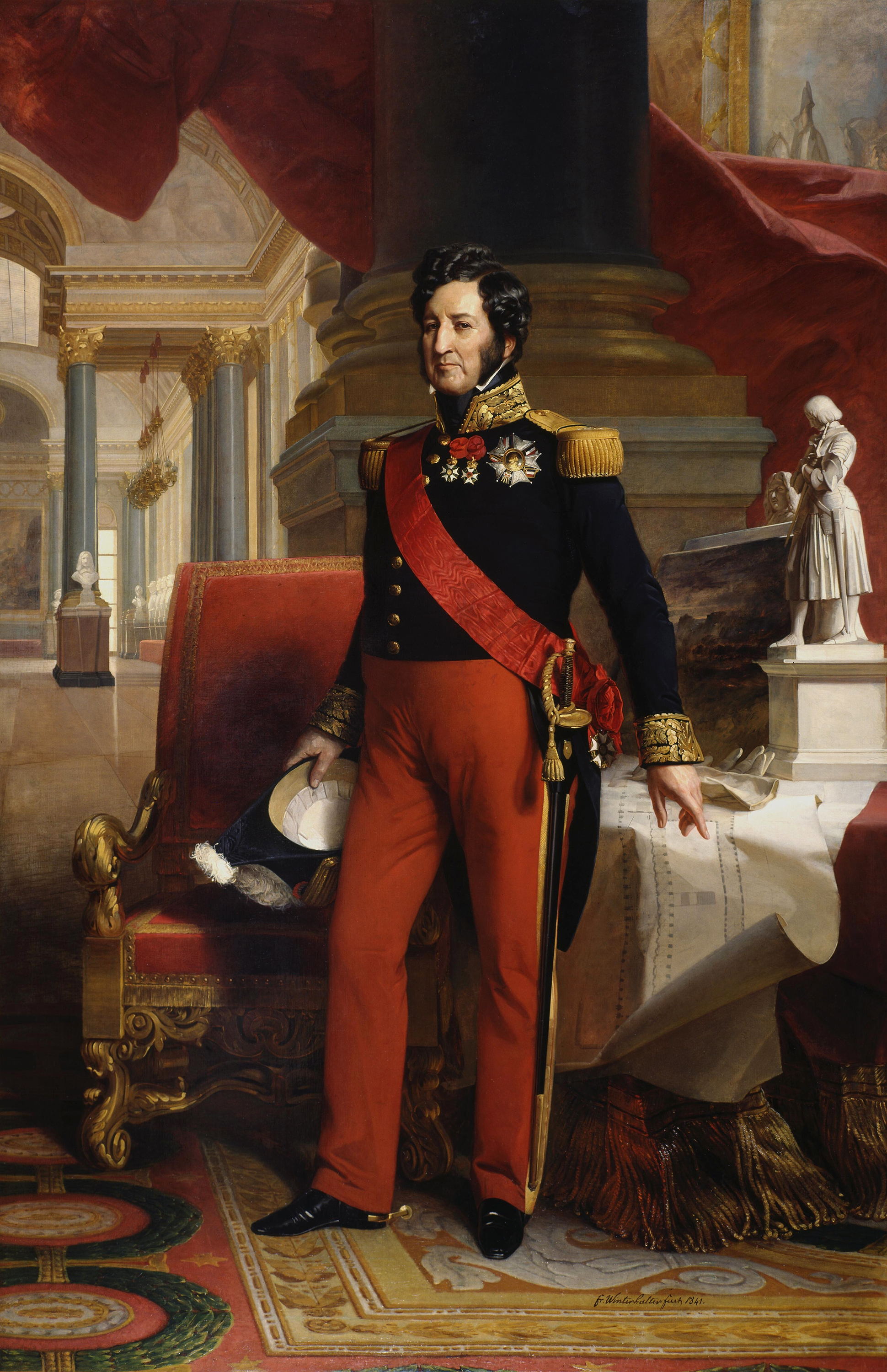
Le roi Louis-Philippe Ier, premier véritable monarque parlementaire français.

La charte du 14 août 1830 n'est guère modifiée dans son texte même : les députés n'apportent que des retouches d'importance moyenne au texte de la charte de 1814. L'essentiel du changement constitutionnel tient dans la conception nouvelle du texte : là où Louis XVIII avait fermement entendu « octroyer » la charte de 1814, Louis-Philippe Ier réalise un « pacte » avec la nation. Si la nature de la légitimité à régner de Louis-Philippe Ier demeure controversée, entre ceux qui considèrent qu'il règne « parce que Bourbon » — légitimité monarchique issue du droit du sang (Guizot), — et ceux qui pensent que la légitimité provient du peuple, Louis-Philippe Ier régnant alors « quoique Bourbon » (Dupin), il n'en demeure pas moins que les deux théories s'accordaient à voir la nouvelle charte comme un pacte conclu entre le pays et le roi, et non plus comme une manifestation de la volonté unilatérale du monarque.
L'esprit général des institutions est transformé par les circonstances de la conception de la charte : à la négation de la souveraineté nationale que représentait la charte de 1814, se substitue un régime né d'une révolution et d'un appel fait par la chambre élue à un autre souverain. Désormais, deux centres de pouvoir distincts émergent donc : le roi et la chambre élue. La charte de 1830 n'étant guère plus détaillée que sa devancière, il est surtout revenu à la pratique politique de mettre en œuvre ce compromis, mais l'essence du régime est d'ores et déjà parlementaire.

### Une utilisation conforme à la théorie parlementaire
La pratique institutionnelle de la monarchie de Juillet est très riche en utilisations du droit de dissolution : aucune législature n'a terminé son mandat normal de cinq années. On peut ainsi distinguer six dissolutions,,:
- le 31 mai 1831 (élections de 1831)[N 6] ;
- le 25 mai 1834 (élections de 1834) ;
- le 3 octobre 1837 (élections de 1837) ;
- le 2 février 1839 (élections de 1839) ;
- le 13 juin 1842 (élections de 1842) ;
- le 6 juillet 1846 (élections de 1846).

Ces nombreuses dissolutions n'ont jamais soulevé de protestations dans le pays, malgré l'usage intensif du procédé, qui aurait pu s'apparenter à un abus. Bien souvent, la dissolution était réalisée à l'initiative du gouvernement, qui pouvait ainsi choisir le moment le plus opportun pour tenir de nouvelles élections, procédé parfaitement conforme au parlementarisme à l'anglaise.

### Un système politique privant la dissolution de ses effets
Toutefois, malgré sa fréquente utilisation, le droit de dissolution n'eut guère d'effet, en dehors de la tenue des élections elle-même. Les ministères, qui auraient dû bénéficier, grâce à la dissolution, de majorités renforcées et suffisantes pour mener une politique, sont sortis des élections aussi affaiblis qu'ils y étaient entrés, l'élection de 1846 mise à part.
La principale cause de ce manque d'effet est l'inorganisation des partis politiques : au contraire du modèle anglais, dominé à l'époque par les whigs et les conservateurs, le régime français pâtit de l'absence de partis qui structureraient le vote, la composition de la chambre, et définiraient des options politiques claires pour l'électeur.
Le résultat de cette inorganisation du vote est l'absence de majorité stable jusqu'en 1840, et l'inutilité, dans la quasi-totalité des cas, des élections, qui ne dégagent aucune majorité claire pour mener une politique définie. La seule dissolution « réussie », en 1846, qui donne au ministère Guizot une majorité conservatrice renforcée, est un échec paradoxal : du fait du caractère censitaire du suffrage, la chambre n'est guère représentative des tendances politiques réelles du pays. Il s'ensuit que, appuyée sur une ferme majorité, la politique conservatrice et immobiliste en matière de loi électorale, que mène Guizot, finit par devenir insupportable au « pays réel », qui se révolte (révolution de 1848).

## Sous la Seconde République de Bonaparte puis sous le Second Empire

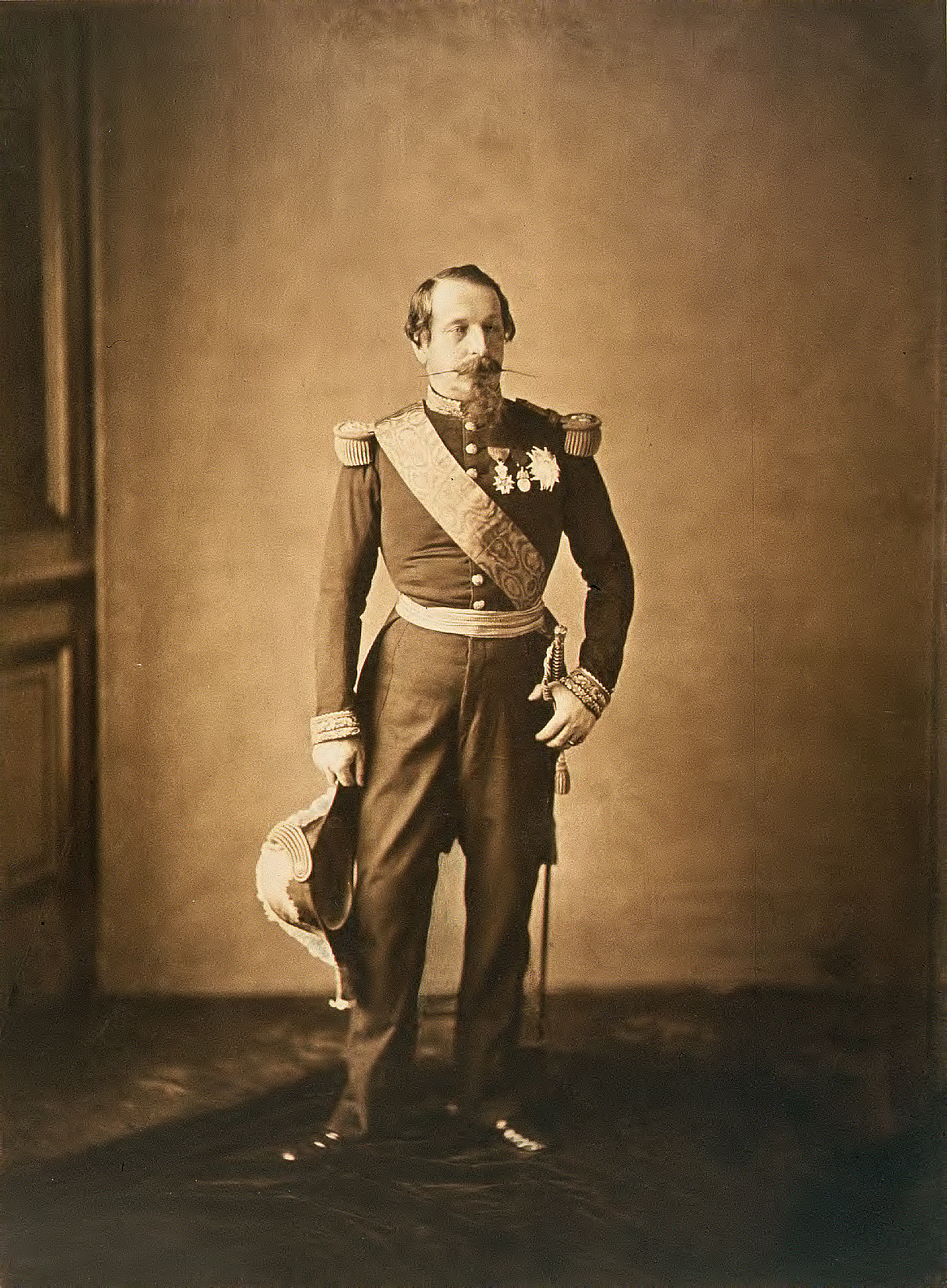
L'empereur Napoléon III, vers 1860.

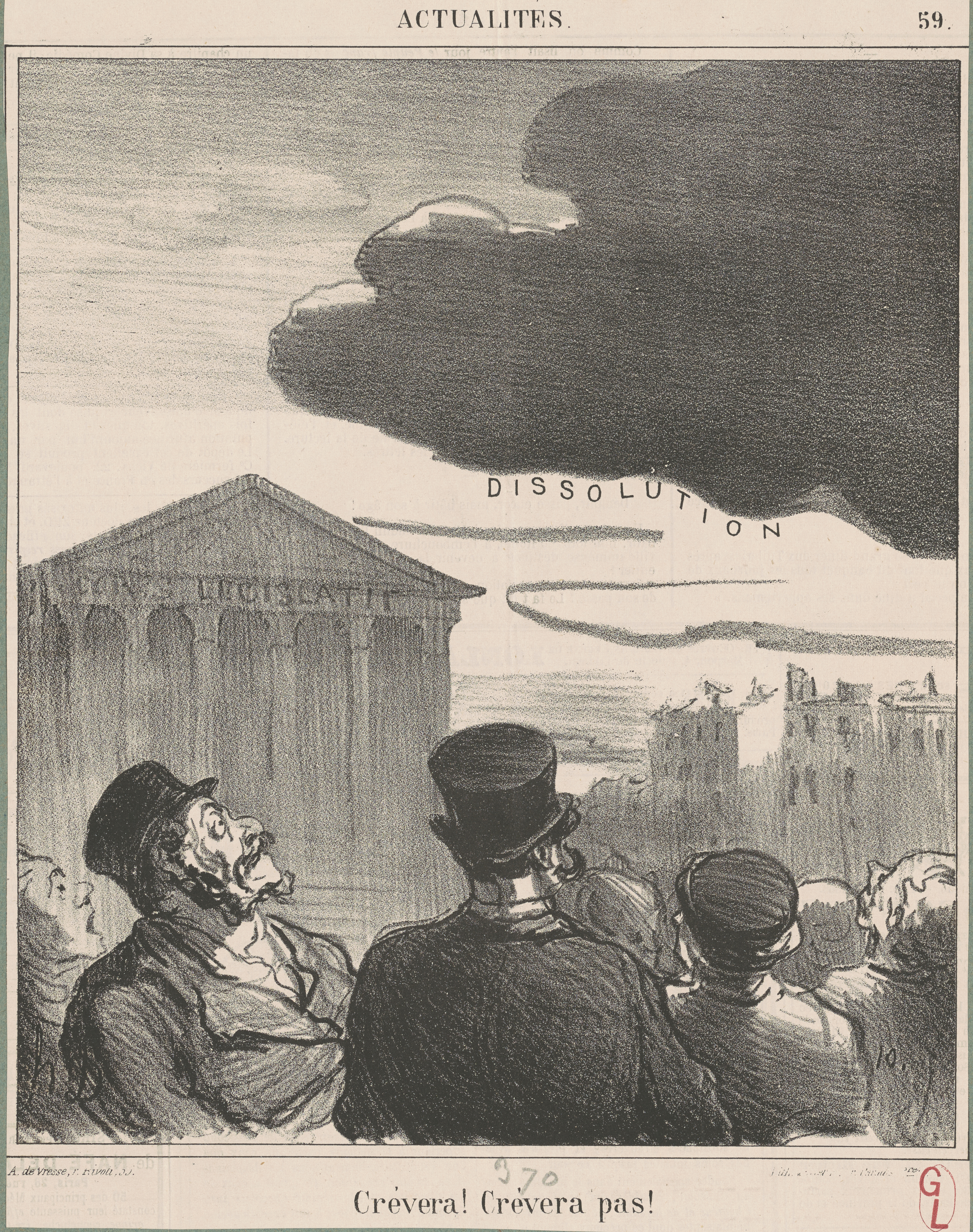
Crévera ! Crévera pas !
Le nuage noir de la dissolution, caricature d'Honoré Daumier, série « Actualités » dans Le Charivari, le 12 mars 1870.

Totalement absent de la constitution de 1848, le droit de dissolution reparaît avec la nouvelle constitution que Louis-Napoléon Bonaparte fait rédiger, sur la base du plébiscite qui a immédiatement suivi le coup d'État du 2 décembre 1851. L'instauration, à la fin de l'année 1852, du Second Empire, ne change pas les textes constitutionnels : le texte du 14 janvier 1852, qui mettait en place la « république décennale », reste en vigueur, modifiée par le sénatus-consulte du 7 novembre 1852.

« Le président de la République convoque, ajourne, proroge et dissout le Corps législatif. En cas de dissolution, le président de la République doit en convoquer un nouveau dans le délai de six mois. »

— Article 46 de la constitution du 14 janvier 1852.

« En cas de dissolution du Corps législatif, et jusqu'à une nouvelle convocation, le Sénat, sur la proposition du président de la République, pourvoit, par des mesures d'urgence, à tout ce qui est nécessaire à la marche du gouvernement. »

— Article 33 de la constitution du 14 janvier 1852.
Entre 1852 et 1870, de nombreuses modifications constitutionnelles sont adoptées. Toutefois, durant cette période, le seul changement concernant la dissolution est l'adoption, par le peuple, d'une nouvelle constitution, après le plébiscite du 8 mai 1870 : le « sénatus-consulte du 21 mai 1870 fixant la Constitution de l'Empire ». Ce nouveau texte n'apporte qu'un léger changement à celui en vigueur depuis 1852, en supprimant la possibilité, pour le Sénat, de pourvoir par des mesures d'urgence aux nécessités liées à la marche de l'État, jusqu'à la convocation du Corps législatif après sa dissolution : la constitution de 1870 instaure un véritable bicaméralisme égalitaire entre les deux chambres.

« L'empereur convoque, ajourne, proroge et dissout le Corps législatif.
En cas de dissolution, l'empereur doit en convoquer un nouveau dans un délai de six mois.
L'empereur prononce la clôture des sessions du Corps législatif »

— Article 35 du sénatus-consulte du 21 mai 1870 fixant la Constitution de l'Empire.
En raison des différents procédés mis en œuvre pour « neutraliser » le suffrage universel et le rendre conforme aux volontés du pouvoir politique (comme les « candidatures officielles »), le Corps législatif ne fut jamais une chambre dangereuse pour le Gouvernement. Une seule dissolution a ainsi eu lieu, en 1857. Napoléon III souhaita en effet écourter d'une année le mandat du premier Corps législatif, afin de montrer à toute l'Europe que le régime impérial était populaire.

## Sous la Troisième République
La dissolution de l'Assemblée nationale est visée en ces termes à l'article 5 de la loi constitutionnelle du 25 février 1875 :

« Le Président de la République peut, sur l'avis conforme du Sénat, dissoudre la Chambre des députés avant l'expiration légale de son mandat.
En ce cas, les collèges électoraux sont convoqués pour de nouvelles élections dans le délai de trois mois. »

— Article 5 de la loi constitutionnelle du 25 février 1875 relative à l'organisation des pouvoirs publics.

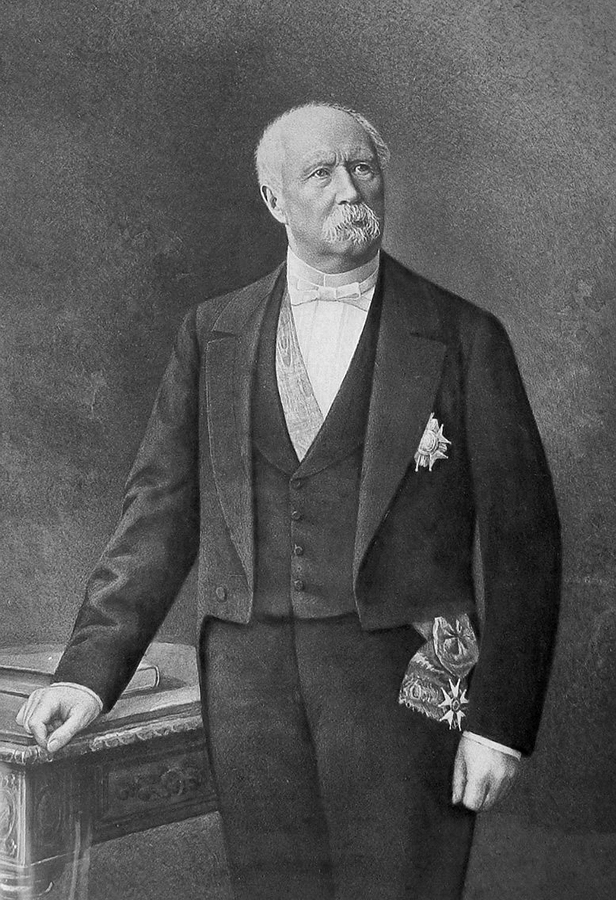
Portrait officiel du président Mac Mahon, initiateur de la crise du 16 mai.

### L'apparition de la dissolution dans un régime républicain
C'est la première fois qu'un régime républicain en France prévoit un droit de dissolution, au profit d'une autorité exécutive, contre la chambre élue au suffrage universel. Ce pouvoir est une « importation » directe depuis la charte de 1830, dont les lois constitutionnelles sont inspirées. Le délai de « trois mois » lui-même reprend une disposition similaire de l'article 42 de la charte de 1830.
Le point original de la dissolution sous la Troisième République est le rôle très important du Sénat : celui-ci dispose de la faculté d'autoriser ou non la dissolution. Il est ainsi placé en position d'arbitre des conflits entre le président et la Chambre des députés. La solution pouvait paraître tempérer le pouvoir exorbitant, aux yeux des républicains, que l'on donnait là au président de la République — et il est significatif que l'amendement ayant inclus cette autorisation préalable soit venu de Henri Wallon, « le père de la République », — mais elle rendait surtout l'hypothèse de la dissolution très improbable si les majorités des deux chambres concordaient.

### La crise du 16 mai 1877: première et dernière utilisation de la dissolution
Cette prérogative, fondamentale en régime parlementaire, n'a été utilisée qu'une fois sous la Troisième République, lors de la crise du 16 mai 1877, par le président Mac Mahon. Si la dissolution était conforme à la lettre et à l'esprit orléaniste de la constitution, elle fut considérée par les républicains comme une tentative de coup d'État par les monarchistes, car elle faisait suite au refus des chambres d'investir des gouvernements choisis par le président de la République issu du camp monarchiste.
Ainsi « grevée d'une hypothèse d'antirépublicanisme », la dissolution déjà mal vue des républicains, fut abandonnée définitivement par la Troisième République, et timidement réintroduite par la Quatrième. Le 6 février 1879, le nouveau président Jules Grévy, dans le message adressé aux chambres pour le remercier de son élection à la présidence de la République le 30 janvier de la même année, a ces mots fameux : « Je n'entrerai jamais en lutte contre la volonté nationale exprimée par ses organes constitutionnels. »
Désormais, avec un Sénat majoritairement républicain depuis le 5 janvier 1879, et une présidence républicaine, le droit de dissolution tombe dans l'oubli, modifiant si radicalement l'interprétation de la constitution que l'on a parlé de « constitution Grévy ». Le Gouvernement, sans la protection de la dissolution, se retrouve malmené sans cesse par les deux chambres du parlement, et l'instabilité de la Troisième République trouve là ses racines.
La réflexion constitutionnelle française, après 1918, devant la crise profonde que connaissait le régime, proposa parfois de réintroduire la dissolution dans la pratique politique, en la libérant de l'avis conforme du Sénat, et, dans certains projets, en la confiant au président du Conseil : ainsi le projet de réforme de l'État de Gaston Doumergue. Les réformes proposées ne furent jamais adoptées.

## Sous la Quatrième République

### La dissolution dans le projet de constitution d'avril
Le premier projet constitutionnel rédigé par la première Assemblée constituante comportait deux hypothèses de dissolution. D'abord, l'article 84 du projet prévoyait un mécanisme sensiblement équivalent à celui de l'article 51 de la constitution de 1946, où la survenance de deux crises dans une même session annuelle, dans les conditions prévues par la constitution, aurait pu emporter la dissolution de la chambre unique, si la moitié de la législature était déjà écoulée. Cette dissolution aurait été décidée en Conseil des ministres, et ordonnée par décret du président de la République. Par ailleurs, comme dans le texte définitif, la dissolution par le Gouvernement aurait fait, en même temps, totalement disparaître celui-ci, là où la constitution définitive ne renverra que le président du Conseil et le ministre de l'intérieur.
La procédure la plus originale était celle prévue par l'article 83 du projet :

« L'Assemblée nationale a le droit de prononcer sa dissolution par une résolution votée à la majorité des deux tiers des députés. »

— Article 83 du projet de constitution du 19 avril 1946.
Cette procédure serait revenue, pour l'Assemblée, à vouloir mettre fin à une large majorité à ses propres divisions.
Dans les deux cas, il faut noter que l'initiative de la dissolution serait revenue, directement ou indirectement, à la chambre uniquement : le droit de dissoudre n'était absolument pas considéré comme un moyen, pour le Gouvernement, de se protéger de la chambre.

### Le maintien d'une procédure contraignante dans la constitution définitive
La dissolution de l'Assemblée nationale uniquement, non du Conseil de la République, est prévue par deux articles :

« Si, au cours d'une même période de dix-huit mois, deux crises ministérielles surviennent dans les conditions prévues aux articles 49 et 50, la dissolution de l'Assemblée nationale pourra être décidée en Conseil des ministres, après avis du président de l'Assemblée. La dissolution sera prononcée, conformément à cette décision, par décret du président de la République.
Les dispositions de l'alinéa précédent ne sont applicables qu'à l'expiration des dix-huit premiers mois de la législature. »

— Article 51 de la constitution de 1946.

« En cas de dissolution, le cabinet, à l'exception du président du Conseil et du ministre de l'intérieur, reste en fonction pour expédier les affaires courantes.
Le président de la République désigne le président de l'Assemblée nationale comme président du Conseil. Celui-ci désigne le nouveau ministre de l'intérieur en accord avec le bureau de l'Assemblée nationale. Il désigne comme ministres d'État des membres des groupes non représentés au gouvernement.
Les élections générales ont lieu vingt jours au moins, trente jours au plus après la dissolution.
L'Assemblée nationale se réunit de plein droit le troisième jeudi qui suit son élection »

— Article 52 de la constitution de 1946.

#### Une procédure très complexe

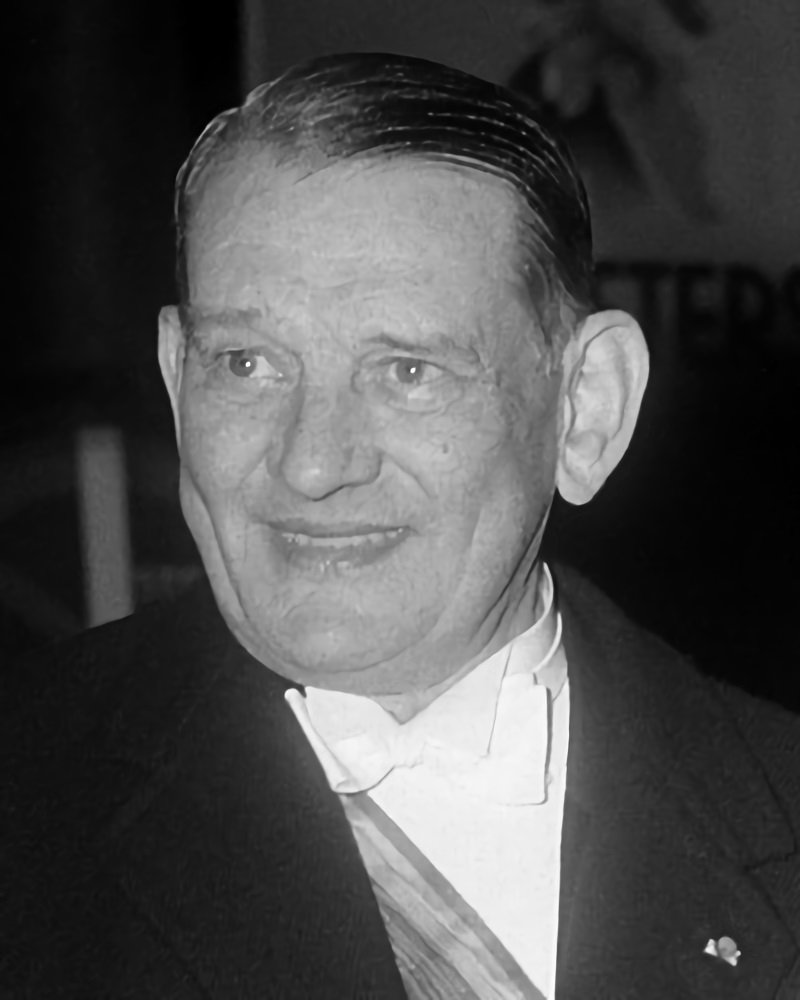
René Coty, premier président à avoir signé un décret dissolvant une chambre élue depuis 1877.

En réaction aux excès de la Troisième République, qui avaient été, en partie, rendus possibles par la disparition, dans les faits, du droit de dissolution après la crise du 16 mai 1877, les constituants de 1946, que ce soit dans le projet de constitution d'avril, refusé par référendum,, ou dans celui, accepté, d'octobre, ont prévu une dissolution.
Toutefois, il ne s'agit pas d'un pouvoir de dissolution discrétionnaire du chef de l'État, comme dans les lois constitutionnelles de 1875. La dissolution appartient en effet au Conseil des ministres, qui l'exerce sous deux conditions : deux crises ministérielles, au moins, doivent avoir eu lieu dans les conditions des articles 49 et 50 de la constitution, au cours d'une même période de dix-huit mois, et l'on doit se trouver dans la période au-delà des dix-huit premiers mois de la législature. On se trouve ici face à un « raffinement technique » de la dissolution, mais aussi face à un véritable « mécanisme », presque automatique, qui n'a rien de commun avec la dissolution parlementaire traditionnelle, qui est le contrepoids de la responsabilité du gouvernement.
Il faut par ailleurs remarquer que cette dissolution est une arme unique d'anéantissement mutuel : dissoudre l'Assemblée nationale oblige le président du Conseil à quitter ses fonctions, et à être remplacé par le président de l'Assemblée dissoute. Les constituants craignaient que le maintien du président du Conseil ayant dissous la chambre n'ait une influence sur les élections à venir. Cette disposition montre que la dissolution n'est pas conçue ici comme une manière de mettre fin au conflit entre le gouvernement et la chambre, mais comme une manière de sortir l'Assemblée nationale d'une situation inextricable, où aucune majorité ne se dégage.

#### Un mécanisme incapable de mettre fin à l'instabilité ministérielle
Le caractère très mécanique de la dissolution a eu un défaut majeur : le gouvernement reste, en réalité, sans défense face aux humeurs de la chambre, puisqu'il ne peut dissoudre que si des conditions très précises sont réunies. Ces conditions rendent, en pratique, la dissolution inutile.
La pratique institutionnelle héritée de la Troisième République n'a en effet pas tardé à reprendre le dessus : les gouvernements n'ont pas eu le courage de résister face à l'Assemblée nationale, alors que les mécanismes constitutionnels de censure n'étaient pas utilisés. La « question de confiance », notamment, constitutionnellement encadrée, a été rarement posée par le président du Conseil, qui préférait simplement prévenir que, si l'Assemblée ne votait pas comme il le lui demandait, il démissionnerait. Cette « pseudo-question de confiance » empêche de comptabiliser la chute du gouvernement, pourtant provoquée par la chambre, dans les crises ministérielles de l'article 51.
L'Assemblée nationale a utilisé une autre méthode, le « vote calibré » : elle s'arrangeait pour refuser la confiance à une majorité inférieure à celle prévue par la constitution, de façon à montrer au gouvernement qu'elle le désavouait, sans que la chute provoquée soit comptée. On distingue clairement, dans ce cas, le poids de la tradition de la Troisième République, le poids des usages.
Ainsi détournée, la constitution, qui s'en préoccupait déjà mal, ne protégeait plus le gouvernement. Malgré l'instabilité ministérielle record — vingt-quatre gouvernements en onze années, avec des périodes de crise entre deux gouvernements de plus en plus longues, jusqu'à un mois pour former un nouvel attelage, — une seule dissolution eut lieu, le 1er décembre 1955, alors qu'Edgar Faure était président du Conseil.

## Tableau récapitulatif de l'usage de la dissolution avant la Cinquième République
| Date de la dissolution           | Auteur de la dissolution                                   | Nouvelles élections            | Législature                                        | Législature                                                  | Nom de la chambre dissoute | Référence                |
| Date de la dissolution           | Auteur de la dissolution                                   | Nouvelles élections            | Ancienne (date d'élection)                         | Nouvelle                                                     | Nom de la chambre dissoute | Référence                |
| Restauration (1815-1830)         | Restauration (1815-1830)                                   | Restauration (1815-1830)       | Restauration (1815-1830)                           | Restauration (1815-1830)                                     | Restauration (1815-1830)   | Restauration (1815-1830) |
| -------------------------------- | ---------------------------------------------------------- | ------------------------------ | -------------------------------------------------- | ------------------------------------------------------------ | -------------------------- | ------------------------ |
| 13 juillet 1815                  | Louis XVIII, roi de France                                 | 14 et 28 août 1815             | Chambre des Cent-Jours (mai 1815)                  | « Chambre introuvable » (Ire législature)                    | Chambre des représentants  | ,                        |
| 5 septembre 1816                 | Louis XVIII, roi de France                                 | 25 septembre et 4 octobre 1816 | « Chambre introuvable » (1815)                     | IIe législature                                              | Chambre des députés        | ,                        |
| 24 décembre 1823                 | Louis XVIII, roi de France                                 | 25 février et 6 mars 1824      | IIIe législature (1820)                            | IVe législature (« Chambre retrouvée »)                      | Chambre des députés        | [ m 19 ]                 |
| 5 novembre 1827                  | Charles X, roi de France                                   | 17 et 24 novembre 1827         | IVe législature (1824)                             | Ve législature                                               | Chambre des députés        | ,                        |
| 16 mai 1830                      | Charles X, roi de France                                   | 5, 13 et 19 juillet 1830       | Ve législature (1827)                              | (VIe législature) Ire législature de la monarchie de Juillet | Chambre des députés        | ,                        |
| 25 juillet 1830                  | Charles X, roi de France                                   | Aucune                         | VIe législature (1830)                             | Aucune                                                       | Chambre des députés        | ,                        |
| Monarchie de Juillet (1830-1848) |                                                            |                                |                                                    |                                                              |                            |                          |
| 31 mai 1831                      | Louis-Philippe Ier, roi des Français                       | 5 juillet 1831                 | Ire législature (1830)                             | IIe législature                                              | Chambre des députés        | ,                        |
| 25 mai 1834                      | Louis-Philippe Ier, roi des Français                       | 21 juin 1834                   | IIe législature (1831)                             | IIIe législature                                             | Chambre des députés        | ,                        |
| 3 octobre 1837                   | Louis-Philippe Ier, roi des Français                       | 4 novembre 1837                | IIIe législature (1834)                            | IVe législature                                              | Chambre des députés        | ,                        |
| 2 février 1839                   | Louis-Philippe Ier, roi des Français                       | 2 et 6 mars 1839               | IVe législature (1837)                             | Ve législature                                               | Chambre des députés        | ,                        |
| 13 juin 1842                     | Louis-Philippe Ier, roi des Français                       | 9 juillet 1842                 | Ve législature (1839)                              | VIe législature                                              | Chambre des députés        | ,                        |
| 6 juillet 1846                   | Louis-Philippe Ier, roi des Français                       | 1er août 1846                  | VIe législature (1842)                             | VIIe législature                                             | Chambre des députés        | [ m 20 ]                 |
| Deuxième République (1848-1852)  |                                                            |                                |                                                    |                                                              |                            |                          |
| 24 février 1848                  | Gouvernement provisoire                                    | 23 et 24 avril 1848            | VIIe législature de la monarchie de Juillet (1846) | Assemblée nationale constituante                             | Chambre des députés        | ,                        |
| Second Empire (1852-1870)        |                                                            |                                |                                                    |                                                              |                            |                          |
| 29 mai 1857                      | Napoléon III, empereur des Français                        | 21 juin et 5 juillet 1857      | Ire législature (1852)                             | IIe législature                                              | Corps législatif           | ,                        |
| Troisième République (1870-1940) |                                                            |                                |                                                    |                                                              |                            |                          |
| 4 septembre 1870                 | Gouvernement de la Défense nationale                       | 8 février 1871                 | IIIe législature (1869)                            | Assemblée nationale constituante                             | Corps législatif           | [ L 15 ]                 |
| 25 juin 1877                     | Patrice de Mac-Mahon, président de la République française | 14 et 28 octobre 1877          | Ire législature (1876)                             | IIe législature                                              | Chambre des députés        | ,                        |
| Quatrième République (1946-1958) |                                                            |                                |                                                    |                                                              |                            |                          |
| 1er décembre 1955                | René Coty, président de la République française            | 2 janvier 1956                 | IIe législature (1951)                             | IIIe législature                                             | Assemblée nationale        | [ L 2 ]                  |
| Notes du tableau                 |                                                            |                                |                                                    |                                                              |                            |                          |
| 1. 2. 3. 4. 5. 6.                |                                                            |                                |                                                    |                                                              |                            |                          |

## Sous la Cinquième République

### Le mécanisme de dissolution prévu par la constitution de 1958

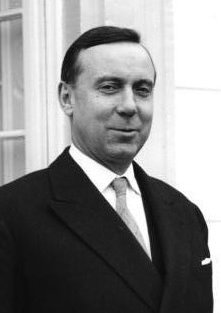
Michel Debré, garde des sceaux en 1958, l'un des principaux rédacteurs de la constitution de 1958.

Le droit de dissolution est prévu par l'article 12 de la constitution :

« Le Président de la République peut, après consultation du Premier ministre et des Présidents des assemblées, prononcer la dissolution de l'Assemblée nationale.
Les élections générales ont lieu vingt jours au moins et quarante jours au plus après la dissolution.
L'Assemblée nationale se réunit de plein droit le deuxième jeudi qui suit son élection. Si cette réunion a lieu en dehors de la période prévue pour la session ordinaire, une session est ouverte de droit pour une durée de quinze jours.
Il ne peut être procédé à une nouvelle dissolution dans l'année qui suit ces élections. »

— Article 12 de la constitution de 1958.
Il s'agit ici d'un mécanisme extrêmement simple, a contrario de celui adopté dans la constitution de 1946 : c'est une « compétence quasi-discrétionnaire » du président de la République : les seules obligations constitutionnelles sont la consultation préalable du Premier ministre et des deux présidents des chambres parlementaires, qui ne donnent qu'un avis purement consultatif. L'exercice du droit de dissolution est par ailleurs l'une des prérogatives dispensées de contreseing ministériel (article 19 de la constitution).
Trois limitations, d'une portée relative, sont prévues par la constitution :
- le président ne peut dissoudre l'Assemblée nationale pendant l'exercice des pouvoirs exceptionnels prévus à l'article 16 ;
- la dissolution est interdite lorsque le président du Sénat exerce par intérim la présidence de la République (article 7) ;
- le président ni son successeur ne peuvent dissoudre à nouveau l'Assemblée nationale pendant l'année qui suit les élections législatives (article 12), en vertu de l'adage « dissolution sur dissolution ne vaut » né de la double dissolution tentée en 1830 par le roi Charles X[5].

La dissolution ne peut porter que sur l'Assemblée nationale, non sur le Sénat : seule la première peut renverser le Gouvernement, donc elle seule peut être dissoute. L'équilibre du régime est parlementaire sur le papier, le droit de renverser le Gouvernement étant équilibré par le droit de renvoyer la chambre - bien qu'à la différence de la plupart des autres régimes parlementaires, ce droit de dissolution soit en France entre les mains du président et non du Premier ministre, ce qui amène une partie de la doctrine à préférer la qualification de régime semi-présidentiel.

### Une dissolution aménagée face à l'échec de la Quatrième République

#### Les propositions de modification de la dissolution dans la Constitution de 1946
Dès la Quatrième République, minée par l'instabilité ministérielle, le retrait de toute entrave à la dissolution eut des partisans, Paul Reynaud, Edgar Faure notamment, tant il était évident que le mécanisme complexe créé par la constitution de 1946 n'empêchait en rien la chute des gouvernements les uns après les autres. René Mayer propose également d'octroyer au seul président du Conseil le droit inconditionnel de dissoudre l'Assemblée nationale, afin de faire réfléchir la chambre basse lors des votes de défiance.
La période finale du régime fut marquée par des propositions réfléchies d'améliorations voire de transformations de la constitution. Georges Vedel rédigea des rapports préconisant la mise en place d'un régime présidentiel : selon lui, la cause principale de l'instabilité du système français était l'éclatement du champ politique en une myriade de petits partis. Toute tentative constitutionnelle de réforme ne pouvait que se heurter à cet écueil, qui, à lui seul, rendait les majorités instables et les gouvernements fragiles,.
En 1958, année finale de la Quatrième République, deux projets de révision constitutionnelle sont proposés, l'un par Félix Gaillard (le 16 janvier 1958), l'autre par Pierre Pflimlin (le 22 mai 1958), alors que chacun était président du Conseil. Le projet Gaillard, en particulier, proposait deux hypothèses de dissolution dans la nouvelle rédaction de l'article 51 :
- le président du Conseil aurait pu à tout moment proposer au Conseil des ministres de dissoudre l'Assemblée nationale, sauf lorsque le gouvernement aurait été renversé ;
- le président de la République, lorsque deux crises ministérielles seraient survenues en dix-huit mois, ou lorsqu'aucun gouvernement ne serait parvenu à être investi par la chambre, aurait pu décider, seul, de dissoudre l'Assemblée nationale pour résoudre la crise[7].

L'Assemblée nationale, le 21 mars 1958, vote le projet Gaillard, en y ayant apporté des modifications substantielles. Le Conseil de la République, saisi, n'eut pas le temps de se prononcer avant la crise de mai 1958.

#### La dissolution dans le système institutionnel de 1958

##### La rédaction de la Constitution
Le 13 mai 1958, le putsch d'Alger met un terme brutal à ces tentatives de révision, qui avaient pourtant été adoptées par l'Assemblée nationale. La loi constitutionnelle du 3 juin 1958 organise une procédure de révision dérogatoire, qui confie au gouvernement de Charles de Gaulle le soin de rédiger la future constitution. Le secundo et le tertio de l'article unique de la loi, en particulier, prévoient que :

« Le pouvoir exécutif et le pouvoir législatif doivent être effectivement séparés de façon que le Gouvernement et le Parlement assument chacun pour sa part et sous sa responsabilité la plénitude de leurs attributions ;
Le Gouvernement doit être responsable devant le Parlement. »

Sur cette base, le gouvernement va, dans la phase de rédaction, s'inspirer de la réflexion constitutionnelle, fertile depuis l'entre-deux-guerres. Concernant le droit de dissolution, le projet n'est guère original : il est définitivement libéré de toute entrave, mettant ainsi en œuvre une réforme maintes fois proposée. Dès le 13 juin 1958, le général de Gaulle indique au comité interministériel, récemment mis en place, que le droit de dissolution devait appartenir au chef de l'État, et qu'il devait pouvoir l'employer sans condition. Le 23 juin 1958, parmi les articles rédigés sur le président de la République, l'article 9 contient, à l'identique, le premier alinéa de l'actuel article 12.
L'avant-projet de constitution, préparé par le gouvernement assisté de deux organes, contient, presque identiques à l'article final, les dispositions concernant la dissolution :

« Le Président de la République peut, après consultation du Premier ministre et des présidents des Assemblées, prononcer la dissolution de l'Assemblée nationale.
Les élections générales ont lieu vingt jours au moins, quarante jours au plus, après la dissolution.
L'Assemblée nationale se réunit de plein droit le troisième jeudi qui suit son élection.
Il ne peut être procédé à une nouvelle dissolution dans l'année qui suit cette élection. »

— Article 10 de l'avant-projet de constitution.
Le Comité consultatif constitutionnel ne modifie presque pas l'article. D'une manière générale, dans les conseils de Cabinet des 23 et 25 juillet 1958, ou devant le Comité consultatif ou le Conseil d'État, la dissolution, telle que proposée dès le début, n'a rencontré aucune résistance.

##### Une dissolution pleinement parlementaire
Michel Debré, dans le discours qu'il fait au Conseil d'État le 27 août 1958 en présentant l'avant-projet, relu par le Comité consultatif, dit explicitement que : « Le gouvernement a voulu rénover le régime parlementaire. Je serai même tenté de dire qu'il veut l'établir, car pour de nombreuses raisons, la République n'a jamais réussi à l'instaurer. »
Le garde des sceaux met ici l'accent sur la nature parlementaire des nouvelles institutions, à laquelle il a particulièrement collaboré. Plus loin dans le discours, il revient sur la dissolution :

« Est-il besoin d'insister sur ce que représente la dissolution ? Elle est l'instrument de la stabilité gouvernementale. Elle peut être la récompense d'un gouvernement qui paraît avoir réussi, la sanction d'un gouvernement qui paraît avoir échoué. Elle permet entre le chef de l'État et la nation un bref dialogue qui peut régler un conflit ou faire entendre la voix du peuple à une heure décisive. »

Cette « interprétation parlementaire » de la constitution de 1958, que les faits allaient fortement nuancer, était partagée par la plupart des intervenants dans la rédaction, ce qui explique le peu de résistance rencontrée par la mise en place de certains pouvoirs du président, comme la dissolution, qui n'était, en somme, qu'un pouvoir d'arbitrage institutionnel.
Ainsi, à l'origine, la dissolution apparaissait pleinement comme l'un des outils de ce « parlementarisme rationalisé » que la Cinquième République a mis en place. Elle était la contrepartie nécessaire à la responsabilité du Gouvernement, et elle fonctionnait à la discrétion du président de la République, en tant qu'arbitre du fonctionnement régulier des pouvoirs publics.

### Les pratiques de la dissolution sous la Cinquième République
| Décret de dissolution | Président de la République | Assemblée dissoute | Nouvelle Assemblée | Nouvelle Assemblée        |
| Décret de dissolution | Président de la République | Législature        | Législature        | Élections                 |
| --------------------- | -------------------------- | ------------------ | ------------------ | ------------------------- |
| 10 octobre 1962       | Charles de Gaulle          | Ire législature    | IIe législature    | 18 et 25 novembre 1962    |
| 30 mai 1968           | Charles de Gaulle          | IIIe législature   | IVe législature    | 23 et 30 juin 1968        |
| 22 mai 1981           | François Mitterrand        | VIe législature    | VIIe législature   | 14 et 21 juin 1981        |
| 14 mai 1988           | François Mitterrand        | VIIIe législature  | IXe législature    | 5 et 12 juin 1988         |
| 21 avril 1997         | Jacques Chirac             | Xe législature     | XIe législature    | 25 mai et 1er juin 1997   |
| 9 juin 2024           | Emmanuel Macron            | XVIe législature   | XVIIe législature  | 30 juin et 7 juillet 2024 |

#### Les deux dissolutions du président de Gaulle

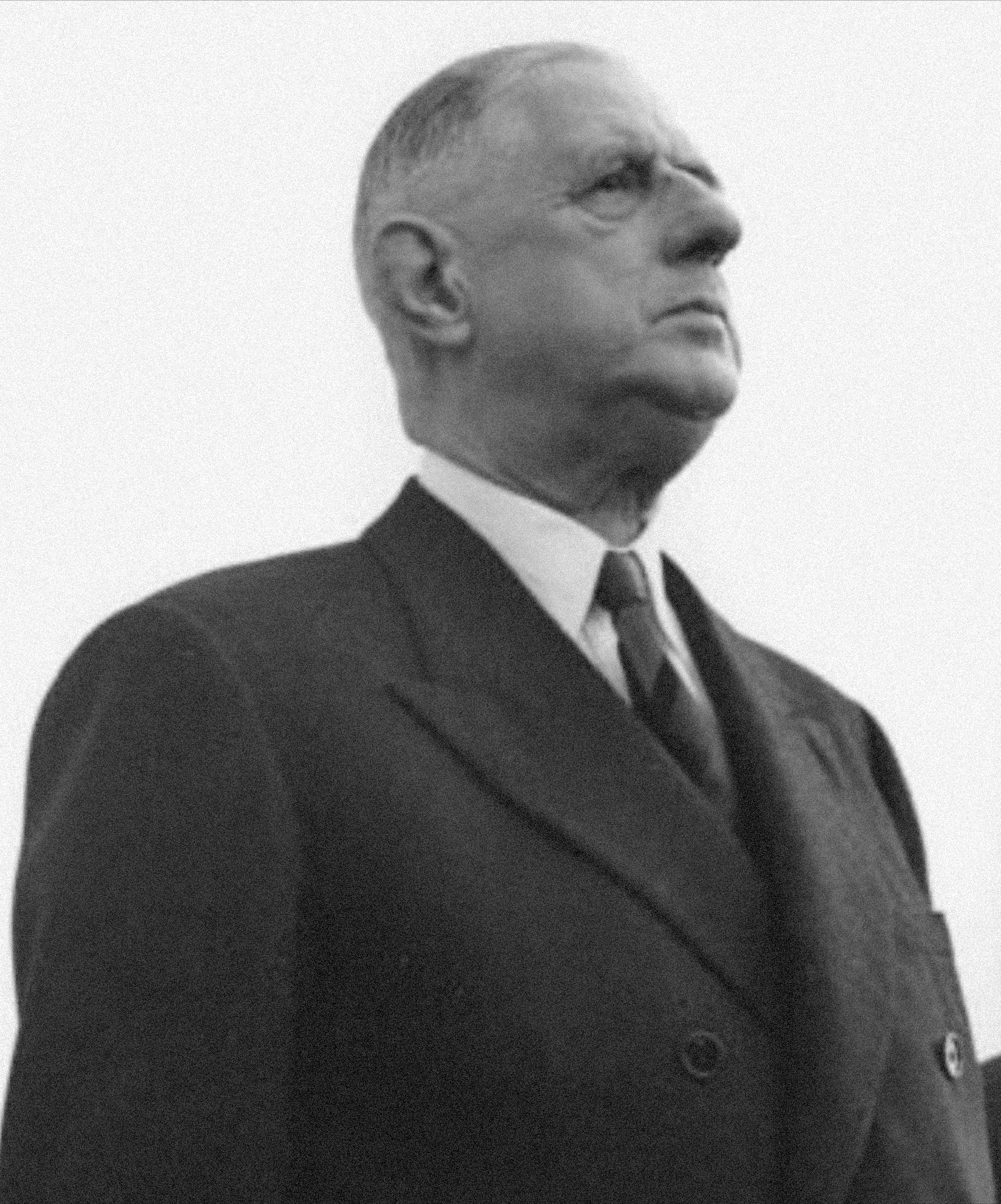
Charles de Gaulle, premier président de la Cinquième République.

Durant ses dix années de présidence, Charles de Gaulle a utilisé deux fois la dissolution : en 1962 et en 1968.

##### La dissolution de 1962, typiquement parlementaire
La toute première dissolution de la Cinquième République met parfaitement en œuvre la théorie parlementaire du droit de dissolution, qui fait du peuple l'arbitre du conflit entre exécutif et législatif. En effet, le 5 octobre 1962, l'Assemblée nationale, en application de l'article 50 de la constitution, a renversé le gouvernement Georges Pompidou. Le président de la République, Charles de Gaulle, refuse de céder et dissout l'Assemblée le 9 octobre 1962, faisant appel au jugement du pays.
C'est une victoire sans appel, les élections législatives de 1962 donnant la majorité absolue aux candidats gaullistes. Le conflit qui opposait la chambre basse et le gouvernement fut donc résolu à l'avantage du gouvernement, reconduit dans ses fonctions.

##### La dissolution de 1968
La dissolution du 30 mai 1968 ne fait pas suite à une crise politique, le Parlement soutenant alors le gouvernement Pompidou, mais à une crise nationale. La question était donc moins, pour le corps électoral, d'arbitrer un conflit entre législatif et exécutif, que de renouveler ou non sa confiance au président de la République, Charles de Gaulle. En ce sens, on peut parler de « dissolution référendum » ou de « dissolution plébiscitaire ».
L'interprétation de cette dissolution comme un référendum déguisé fut d'ailleurs celle du général de Gaulle lui-même.

##### Spécificité
Les deux dissolutions ordonnées par Charles de Gaulle sont particulières en ce que, à chaque fois, le président de la République a posé une sorte de « question de confiance » au corps électoral : un refus d'élire la majorité demandée aurait conduit à la démission du président, à l'image de ce qui s'est passé à la suite du référendum de 1969. Cette pratique se rapproche de la dissolution « à l'anglaise » : le Premier ministre britannique, qui a l'initiative de la dissolution, met l'existence de son Gouvernement en jeu ; en théorie, le président de la République, en France, qui dispose aussi de l'initiative en cette matière, ne peut être affecté par l'issue de l'élection.
En quelque sorte, mettre en jeu sa responsabilité à l'occasion d'une dissolution atténue pour le président l'apparence monarchique du droit de dissolution sous la Cinquième République, dont le fonctionnement est celui des deux chartes du XIXe siècle, en rapprochant l'usage de ce droit du système parlementaire classique. Aucun des successeurs de Charles de Gaulle ne reprit cet usage, ce qui permit, en 1986, à la France de connaître une première cohabitation.

#### Absence de dissolution sous Pompidou et Giscard d'Estaing
Ni Georges Pompidou ni Valéry Giscard d'Estaing n'ont usé de leur droit de dissoudre l'Assemblée nationale. Toutefois, le président Giscard d'Estaing a brandi à plusieurs reprises la menace de la dissolution, pour maintenir la cohésion d'une majorité parlementaire capricieuse, les élections législatives de 1978 ayant créé une majorité double, appuyée sur le RPR et l'UDF. L'instabilité de cette majorité éclata au grand jour en 1979, lorsque le Gouvernement Barre dut recourir six fois à l'article 49, alinéa 3, pour le vote du budget.

#### Les dissolutions de François Mitterrand

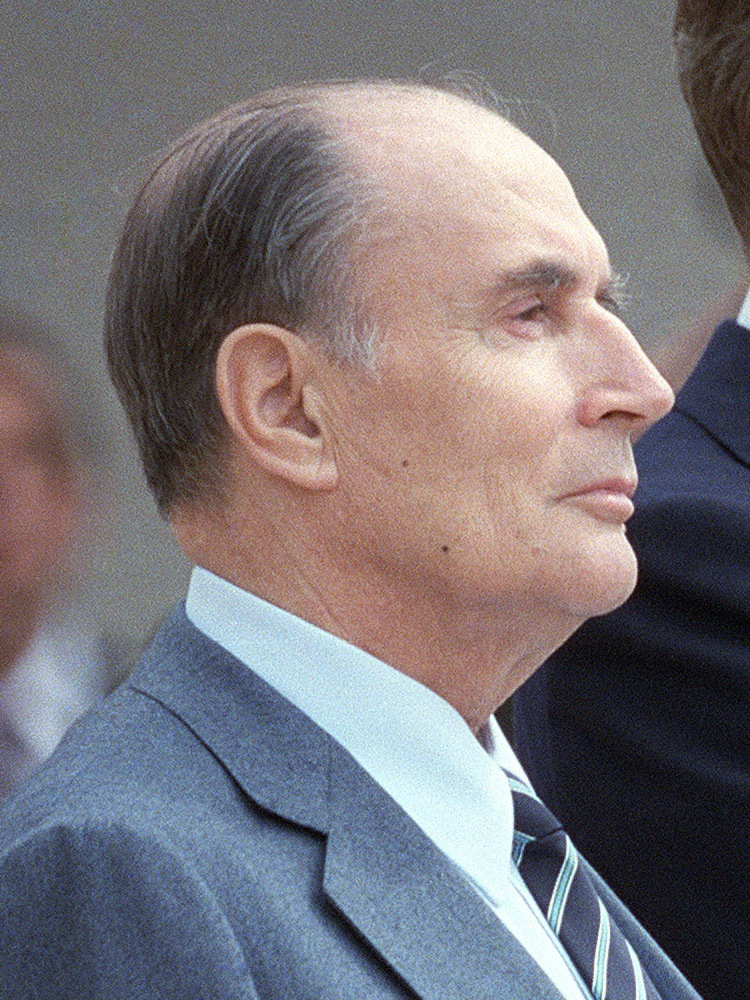
François Mitterrand, premier président socialiste de la Cinquième République.

Les deux dissolutions réalisées par François Mitterrand (en 1981 et 1988) sont intervenues dans des contextes identiques : élu, puis réélu à la présidence de la République, François Mitterrand se trouvait face à une Assemblée nationale dont la majorité lui était hostile.
L'élection du président au suffrage universel est la principale cause de ces deux dissolutions : élu sur un programme politique par l'ensemble du corps électoral, le président ne pouvait se contenter du rôle effacé et minime auquel une majorité hostile l'aurait cantonné.

##### Contexte de 1981
Lors du débat télévisé de l'entre-deux tours du 5 mai 1981 entre lui et le président sortant Valéry Giscard d'Estaing, le candidat François Mitterrand explique très clairement sa position s'il devient président de la République :

« J'ai l'intention de dissoudre et j'ai l'intention de faire procéder à des élections avant le 1er juillet. Si un argument majeur s'opposait à cela, de toutes manières ma décision serait maintenue, je veux dire par là que je ne serais pas en mesure de garder cette Assemblée, et le problème, pour moi, serait de disposer d'une majorité, parce qu'on ne peut pas mener une autre politique sans une autre majorité. »

François Mitterrand est élu président de la République le 10 mai 1981. La dissolution de l'Assemblée nationale constituera avec la nomination d'un nouveau Premier ministre, Pierre Mauroy, chargé de former un gouvernement, l'une des premières décisions prises dès sa prise de fonction le 21 mai 1981. À la suite des élections législatives des 14 et 21 juin 1981, Mitterrand confirme Pierre Mauroy au poste de Premier ministre, avec la composition d'un nouveau gouvernement (qui voit notamment l'arrivée de ministres communistes).

##### Contexte de 1988
Le 8 mai 1988, Mitterrand est réélu président de la République après deux années de cohabitation (à l'issue des législatives de 1986), entre lui et le Premier Ministre Jacques Chirac (chef d'un gouvernement de droite). Il nomme Michel Rocard Premier ministre et prononce une nouvelle fois la dissolution de l'Assemblée nationale. Les élections des 5 et 12 juin 1988 voient la victoire de la gauche mais amenèrent une majorité relative, difficile à gouverner. Cela explique le recours massif des gouvernements de cette législature, et surtout du Gouvernement Michel Rocard, à l'article 49, alinéa 3, de la Constitution.
La dissolution de 1988 ne fut donc pas aussi réussie que celle de 1981, et elle montra que le risque de désaveu du président de la République existait : ce risque se concrétisera lors de la dissolution suivante, en 1997.

#### La dissolution de Jacques Chirac

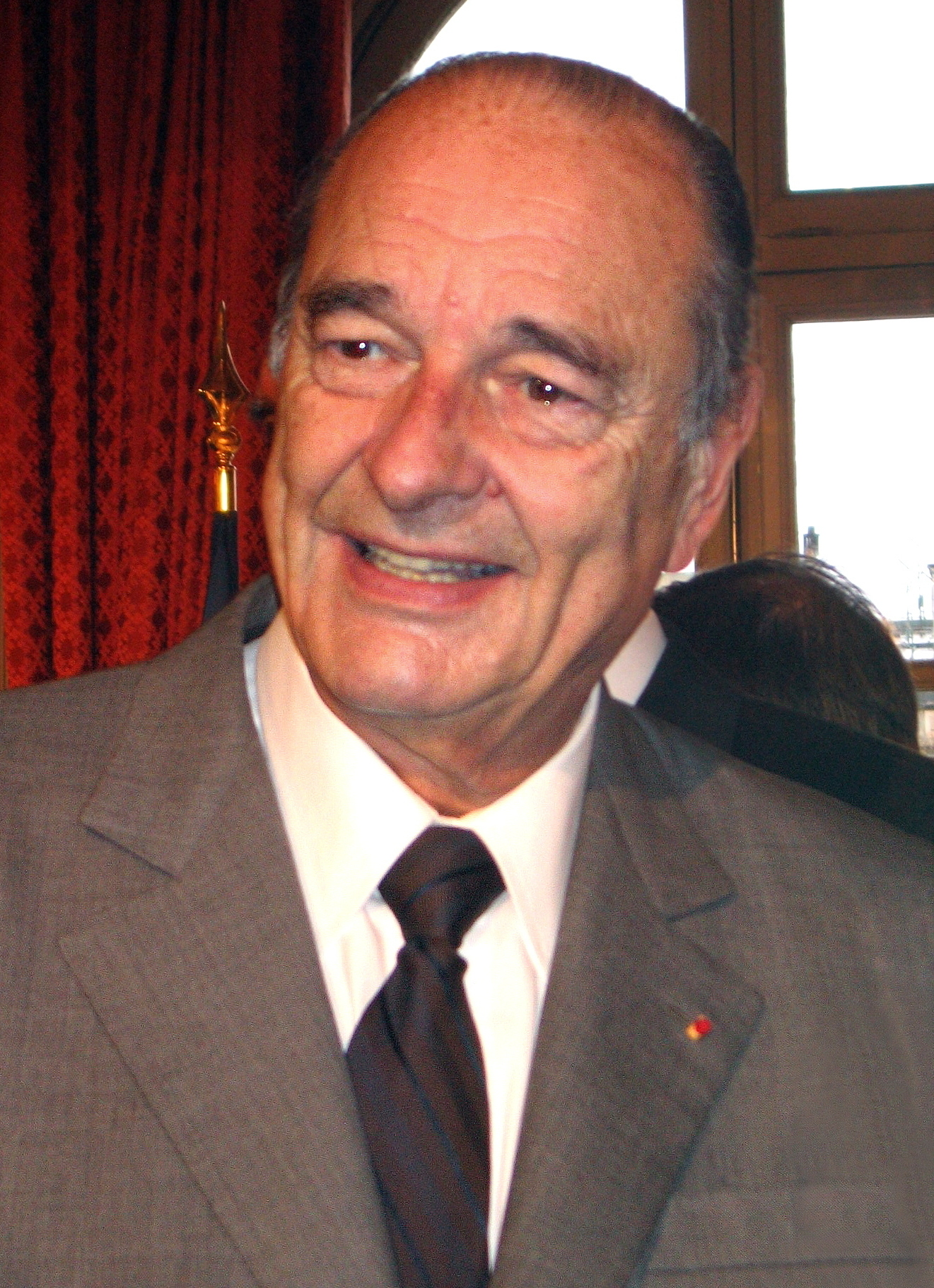
Jacques Chirac, le dernier président à avoir ordonné une dissolution de la chambre basse lors d'un septennat.

Jacques Chirac est élu président de la République le 7 mai 1995 et succède à François Mitterrand. Il entre en fonction le 17 mai et nomme Alain Juppé comme Premier ministre. Le gouvernement connaît une féminisation quasi inédite et des personnalités telles que Jacques Toubon, Alain Madelin et François Bayrou, ministres dans le Gouvernement Balladur, restent dans celui d'Alain Juppé. Chirac nomme également Dominique de Villepin au secrétariat général de l'Élysée.
À son arrivée à l'Élysée, Jacques Chirac refuse de dissoudre l'Assemblée nationale élue en mars 1993 et du même bord politique que lui (ayant une majorité RPR-UDF-divers droite). Il met en avant le fait qu'« aucune crise politique n'aurait justifié une telle décision ». Cependant, si la chambre élue en 1993 disposait d'une écrasante majorité à droite, cette majorité n'était pas celle du président élu et elle le seconda mal. Des ajustements et mini-remaniements du gouvernement ont lieu les 20 mai et 26 août 1995. Le deuxième gouvernement Juppé est formé le 7 novembre de la même année, avec notamment l'éviction de 8 femmes ministres sur les 12 du premier gouvernement Juppé, et du porte-parole du gouvernement François Baroin.
La décision de dissoudre l'Assemblée nationale est prise le dimanche 9 février 1997 lors d'une réunion autour de Jacques Chirac, à l'Élysée, avec le secrétaire général de la présidence Dominique de Villepin, le Premier ministre Alain Juppé et son directeur de cabinet Maurice Gourdault-Montagne. Ces quatre hommes sont conscients que le budget de l'État qui évalue les déficits publics pour 1997 à 3,8 % du PIB (au-delà des 3 % exigés par le traité de Maastricht) les oblige à réduire les dépenses publiques, ce qui pourrait empêcher la majorité présidentielle de remporter les élections législatives prévues en mars 1998. Le remaniement ministériel est exclu, si bien qu'ils choisissent l'anticipation des législatives dans l'espoir de conforter la majorité et de faire passer les décisions impopulaires d'austérité après.
Le 17 avril 1997, face aux prévisions du creusement du déficit et des sondages qui montrent que la majorité RPR-UDF ne conserve plus qu'un faible avantage en sièges sur la gauche, Chirac convoque son « conseil privé » qui acte la décision. À la veille de l'annonce de la dissolution, Lionel Jospin, leader de la Gauche plurielle, est l'invité de l'émission 7 sur 7 sur TF1. Selon lui, des élections anticipées seraient « un aveu d'échec » pour le président de la République.
Le soir du 21 avril 1997, lors d'une allocution radio-télévisée, Jacques Chirac annonce la dissolution de l'Assemblée nationale et la tenue d'élections législatives anticipées les 25 mai et 1er juin[à développer].
Le élections législatives de 1997 amènent une majorité de gauche à l'Assemblée nationale issue de la Gauche plurielle (PS, PCF, Verts, MDC, PRG et divers gauche). Le président de la République Jacques Chirac nomme Lionel Jospin Premier ministre. Une période de cohabitation entre Chirac et un gouvernement de gauche s'engage alors pour près de cinq ans, jusqu'en mai 2002.
Prise tardivement, la décision de dissoudre l'Assemblée nationale en 1997, une année avant la fin normale de la législature, s'apparente à une « dissolution pour convenance personnelle ». Il s'agit, pour le président, de choisir le meilleur moment pour obtenir la majorité souhaitée, à l'image de ce qui se pratique au Royaume-Uni, avant la réforme de 2011, où le Premier ministre choisit le moment le plus approprié pour provoquer l'élection. Toutefois, il faut souligner ici que, même si la dissolution de 1997 a pu être qualifiée de « dissolution à l'anglaise », l'esprit ne pouvait en être que différent, puisque le président Chirac n'a pas lié son maintien en fonction au résultat de l'élection.

#### 27 années sans dissolution
À la suite de l'instauration du quinquennat présidentiel, en 2000, le cours normal du calendrier électoral conduit, pendant deux décennies, à ce que les élections législatives succèdent immédiatement à l’élection présidentielle. Ainsi, en 2002, 2007, 2012 et 2017, l’Assemblée nationale est systématiquement dominée par le parti présidentiel : le fait majoritaire se trouve renforcé. Le recours à la dissolution parlementaire apparaît en conséquence moins probable.
Les présidents Nicolas Sarkozy et François Hollande n'ont pas eu recours à une dissolution parlementaire. La presse évoque toutefois à plusieurs reprises, et notamment après 2014, la possibilité d’une dissolution « tactique », c’est-à-dire destinée à conférer un avantage politique à court terme au parti du président, par exemple grâce à un effet de surprise ou à la division de l’opposition,,,. Jusqu’en 2022, un tel recours à la dissolution ne dépasse toutefois pas le stade de la simple rumeur.

#### Dissolution par Emmanuel Macron

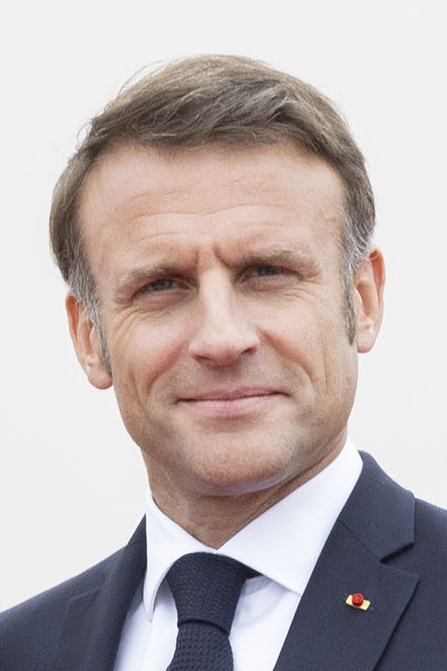
Emmanuel Macron, premier président à ordonner une dissolution sous un quinquennat.

Pour la première fois depuis l'instauration du mandat quinquennal, les élections législatives de 2022 ne conduisent pas à donner de majorité absolue au parti présidentiel : la coalition de partis soutenant Emmanuel Macron n'obtient en effet que 250 sièges sur 577 pour la XVIe législature : elle est donc en situation de majorité relative. Le gouvernement Élisabeth Borne est par conséquent dans l'obligation d'engager sa responsabilité sur plusieurs textes, et échappe de peu à une motion de censure au printemps 2023. Dans ce contexte, l'hypothèse de la dissolution est envisagée par de nombreux commentateurs dès 2022,,.
Le 9 juin 2024 au soir, peu après la publication des résultats des élections européennes pour la circonscription française portant le Rassemblement national (RN) en tête avec 31,4 % des voix — soit plus du double de la liste de la majorité présidentielle, qui arrive deuxième avec 14,6 % — Emmanuel Macron annonce qu'il dissout l'Assemblée nationale et convoque les Français à des élections législatives anticipées les 30 juin et 7 juillet 2024. La décision du président surprend les commentateurs, y compris au sein de la majorité présidentielle,.
Cette dissolution suspend plusieurs travaux parlementaires en cours, à la fois des projets de loi (sur la fin de vie ou sur l'audiovisuel public) et des commissions d'enquête (sur les violences sexuelles dans le milieu du cinéma, la protection de l'enfance et l'autoroute A69). Elle déclenche une crise politique inédite sous la Cinquième République qui survient sur fond de crise sociale et de forte inflation.
Le décret prévoit que les candidatures doivent être déposées avant le dimanche 16 juin 2024, soit une semaine après l'annonce de la dissolution.
Le délai très court — vingt jours entre l'annonce de la dissolution et l'élection — est un record sous la Cinquième République. Ce délai est la limite fixée par la Constitution. Dès lors, des recours sont formulés devant le Conseil constitutionnel pour en obtenir l'annulation, qui ont tous été rejetés.
Cette dissolution provoque alors une rapide recomposition du paysage politique en France, avec la mise en place en quelques jours d’une coalition électorale à gauche (Nouveau Front populaire) et une scission de fait du parti Les Républicains dont certains membres, incluant son président, s’allient au Rassemblement national.
Lors du premier tour des élections, le RN et ses alliés arrivent en tête des élections législatives avec 33 % des suffrages exprimés bien que légèrement en dessous des sondages. Arrivé deuxième, le Nouveau Front populaire réalise un score de 28 % en Métropole, en hausse de 3 points par rapport à la NUPES de 2022. Si LFI reste la composante principale avec 163 candidats qualifiés, les autres membres progressent fortement, notamment les socialistes, avec 136 qualifiés. La coalition présidentielle Ensemble pour la République accuse un recul important à 23 % des voix tandis qu'avec seulement 6,5 % des suffrages, Les Républicains s'effondrent à la quatrième place.
Au terme du second tour des élections, l'assemblée élue est divisée en trois principaux blocs : le Nouveau Front populaire (193 députés), Ensemble (166 députés) et le Rassemblement national et ses alliés (142 députés). Ce dernier est bien plus faible qu'attendu par les sondeurs en raison du front républicain appliqué dans l'entre-deux-tours et aux nombreux désistements de candidats des deux autres coalitions. Les Républicains arrive en quatrième position avec 47 députés. Ces élections anticipées ont donc pour résultat un parlement minoritaire, soit une situation où aucun des courants politiques n'a la majorité absolue, entraînant la démission du gouvernement Attal. S'ensuit la nomination de Michel Barnier comme Premier ministre avec la formation d'un gouvernement regroupant membres du bloc central et membres des Républicains. Ce gouvernement minoritaire est toutefois censuré trois mois plus tard par l'Assemblée après avoir engagé sa responsabilité sur le projet de loi de financement de la Sécurité sociale de 2025. François Bayrou, un des premiers soutiens du président, est ensuite nommé Premier ministre et est chargé de composer le nouveau gouvernement.